# Stauwurzel des Igelsbachsees
Die Stauwurzel des Igelsbachsees ist ein Naturschutzgebiet in den mittelfränkischen Landkreisen Roth und Weißenburg-Gunzenhausen.
Es liegt im Spalter Hügelland etwa einen Kilometer nördlich von Absberg in den Gemarkungen Absberg, Kalbensteinberg und Enderndorf und bedeckt eine Fläche von 25,16 Hektar. Seit dem 25. Januar 1989 ist es unter der Aktennummer NSG-00345.01 als Naturschutzgebiet eingetragen.
Die namensgebende Stauwurzel wird durch einen Damm vom eigentlichen Igelsbachsee abgeschirmt. Die Wasserfläche entstand im Zuge des Fränkischen Seenlands. An den Ufern dominieren Erlen- und Weidengehölze sowie Röhrichte, Großseggenriede und Hochstaudenflure. Den westlichen Teil des Gebietes bildet ein Biotop aus Verlandungszonen, Erlenbruchwaldresten und Brachflächen. Über 100 verschiedene Vogelarten konnten hier nachgewiesen werden.